# Атбасарська міська адміністрація
Атбаса́рська міська адміністрація (каз. Атбасар қаласы әкімдігі, рос. Атбасарская городская администрация) — адміністративна одиниця у складі Атбасарського району Акмолинської області Казахстану. Адміністративний центр та єдиний населений пункт — місто Атбасар.
Населення — 31434 особи (2021; 30436 у 2009, 32288 у 1999, 39163 у 1989).
Станом на 1989 рік існувала Атбасарська міська рада (місто Атбасар).